# Ajedrez en Chile
La organización del ajedrez en Chile está a cargo de la Federación Deportiva Nacional Ajedrez Federado de Chile. Desde 1921 es disputado anualmente el Campeonato Nacional de Ajedrez Absoluto en distintas ciudades. Desde 2013 es realizado el Torneo Internacional de Ajedrez Ciudad de Arica, el principal en el país.
Siete jugadores han conseguido el título de Gran Maestro Internacional: Iván Morovic (1985) —el «mejor ajedrecista de Chile en la historia» según los especialistas internacionales—, Roberto Cifuentes (1991), Rodrigo Vásquez (2003), Javier Campos (2005), Mauricio Flores (2009), Cristóbal Henríquez (2016) y Pablo Salinas (2018) —quien registró la partida «inmortal chilena» en la Copa Mundial de 2021—. Han sido Maestro Internacional: Giovanna Arbunic, Berna Carrasco —tercer lugar en el Campeonato Mundial Femenino de 1939—, Jorge Egger, Javiera Gómez, René Letelier, Beatriz Marinello, Christian Michel, Álvaro Valdés y Luis Valenzuela, entre otros. Eduardo Rojas ganó el Campeonato Mundial Sub-16 de 1985. Santiago fue la sede del Campeonato Mundial Juvenil en 1990, del que Iván Morovic fue tercero en 1980.